# Francesco Angelo Rapaccioli

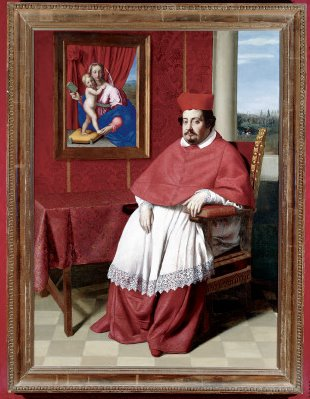
Francesco Kardinal Rapaccioli (Porträt von Sassoferrato im John and Mable Ringling Museum of Art in Sarasota)

Francesco Angelo Rapaccioli (* 1605 in Rom; † 15. Mai 1657 ebenda) war ein italienischer Kardinal und Bischof.

## Leben
Seine Familie stammt ursprünglich aus Collescipoli, einem kleinen Dorf in der Nähe von Terni. Sein Vater Pietro war ein bekannter Tuchhändler mit einem etablierten Geschäft auf der Piazza della Rotonda. Er heiratete in zweiter Ehe Ginevra Griffi und hatte mit ihr sechs Kinder, darunter Francesco, und er pflegte enge Kontakte zur Familie Barberini.
Francesco wurde am Collegio Romano ausgebildet. 1628 widmete er seine philosophischen Thesen Kardinal Francesco Barberini. Am Fest Christi Himmelfahrt 1629 predigte er in Anwesenheit von Papst Urban VIII. in San Giovanni in Laterano und die Predigt wurde kurz darauf veröffentlicht, was die Aufmerksamkeit des Papstes erregte. Vor 1631 erwarb er seinen Abschluss in utroque iure.
Er trat als Referendar der Apostolischen Signatur in die römische Kurie ein und bekleidete in der Folge verschiedene Ämter. Im Jahr 1630 wurde er zum Abbreviator des parco maggiore, 1634 zum Leiter der Päpstlichen Kanzlei, 1636 zum Kleriker der Apostolischen Kammer, dann zum Generalschatzmeister, zum Präsidenten des Archivs und zum Beauftragten der päpstlichen Armee ernannt. Er traf und verehrte besonders Josef von Copertino, der Assisi häufig besuchte, sowie die Klarissin Francesca Farnese. Hervorzuheben ist auch seine besondere Verbundenheit mit den Anhängern des Heiligen Vinzenz von Paul, dem er ein so bedeutender Gönner war, dass er bei seinem Tod ein bewegendes Lob des französischen Priesters erhielt.
Im Konsistorium vom 13. Juli 1643 wurde er von Papst Urban VIII. zum Kardinal erhoben. Am 2. August desselben Jahres wurde er als päpstlicher Legat nach Viterbo entsandt. Am 14. Dezember erhielt er die Titelkirche Santa Maria in Via.
Er nahm am Konklave von 1644 teil, welches Papst Innozenz X. wählte, der ihn am 18. Oktober 1646 zum Bischof von Terni ernannte. Die Bischofsweihe erfolgte am 28. Oktober desselben Jahres. Rapaccioli zeichnete er sich durch seinen ausgeprägten Kunstgeschmack aus, der sich in einem intensiven Mäzenatentum niederschlug. Er ließ die Ausschmückung der Kathedrale vervollständigen und verlieh dem Platz davor, dank der Anpassung der bischöflichen Residenz und des Baus des Seminargebäudes, den Charakter eines „bischöflichen Hofs“. Ein weitläufiger Gebäudekomplex, der fachmännisch durch eine Loggia verbunden ist, die auf dem Portikus der Kirche ruht und wahrscheinlich vom Palazzo Barberini inspiriert wurde, den der Kardinal gut kannte, weil er ihn seit seiner Jugend besucht hatte. Dank des Einsatzes seines Vaters trat Rapaccioli in die Gefolgschaft von Kardinal Francesco Barberini ein, der sein Hauptbezugspunkt wurde.
Am 21. Dezember 1650 entschied er sich für die Titelkirche Santa Cecilia in Trastevere. Im Jahr 1655 nahm er am Konklave teil, das Papst Alexander VII. wählte. Im Jahre 1655 war er Pro-Camerlengo des Kardinalskollegiums und von 1656 bis 1657 Kämmerer des Heiligen Kardinalskollegiums. In der Zwischenzeit hatte er 1656 auf sein Bistum verzichtet.
Neben seiner Begabung als Jurist, Theologe, Philosoph und Latinist erinnert auch eine Reihe von Essays, die posthum in der Sammlung Rime heroiche (Rom, 1665) veröffentlicht wurden, an seine poetische Tätigkeit.
Er war ein Freund und großer Bewunderer von Gian Lorenzo Bernini – von dem er einige Zeichnungen in seiner Kunstsammlung aufbewahrte und dem er eine kunstreiche Epistel über den Baldachin über dem Papstaltar des Petersdoms widmete –, aber auch des römischen Malers Michelangelo Cerquozzi und des Künstlers Giovanni Battista Salvi aus den Marken, bekannt als Sassoferrato, Maler seines Porträts, das sich heute im John and Mable Ringling Museum of Art in Sarasota, Florida, befindet.
Francesco Angelo Rapaccioli starb im Jahr 1657 in seiner römischen Residenz in der Nähe des Kapitols und wurde in der Familiengruft in der Kirche Santa Maria sopra Minerva beigesetzt.